# Модель мира (мифология)
Модель мира (мифологическая, мифопоэтическая) — упрощённое отображение совокупности представлений о мире внутри конкретной мифологической традиции, описание взаимосвязи основных пространственных и временных координат, определяющих место человека и коллектива в мифологизированном космосе.
Миф является прежде всего способом обобщения мира в форме наглядных образов. Отдельные аспекты мира обобщались не в понятиях, а в чувственно-конкретных, наглядных образах. Совокупность связанных между собой наглядных образов выражала мифологическую картину мира. Мифопоэтическая модель мира не принадлежит к эмпирическим понятиям: носители традиции, как правило, полностью не осознают модель.

## Общие особенности

### Алогичность понимания и объяснения
Миф не различает объект и мысль о нём, вещь и слово, вымысел, фантазию и действительность, вещь и свойства, пространственные и временные отношения, правду и «поэзию» и др. Случайное, хаотическое, единичное, неповторимое не противостоит необходимому, закономерному, повторяющемуся. Выделение черт предмета определяется не его объективными характеристиками, а субъективной позицией хранителя мифа (шамана, колдуна и др.). Способ обобщения строится на основе подражания увиденному. Главным средством обобщения выступают умозаключения по аналогии, учитывающие не столько объективные параметры предмета, сколько субъективные особенности ситуации поведения. В мифологии имеет место неполная обратимость логических операций и как следствие этой черты — нечувствительность мифа к логическим противоречиям.
Миф представляет собой особое объяснение мира со своеобразными трактовками причинности, пространства и времени. Объяснить какое-либо событие с точки зрения мифа — значит рассказать о том, как оно произошло, как оно было сделано, сотворено в прошлом. Мифология выделяет причинные связи, но фиксирует их как связи между целями и результатами человеческой деятельности. Поэтому и сама причинность представляется лишь как волевое действие, акт некоторого созидания.
Вся система мифологического объяснения построена на убеждении в реальности мифа. Отсюда следует беспроблемность мифологического объяснения: миф как миропонимание не нуждается в проверке и обосновании.

### Антропоморфное моделирование
«Мир» в данном случае — человек и среда в их взаимодействии, причём «человеческие» структуры и схемы часто экстраполируются на среду. Модель мира часто включает тождество или зависимость между макрокосмом и микрокосмом, природой и человеком. Имеется большое число примеров антропоморфного моделирования космического пространства и земли, а также бытовых сфер — жилища, утвари, посуды, одежды, разные части которых на языковом и на надъязыковом уровнях связаны с названиями человеческого тела (подножие горы, ножка стола, стула и др.), антропоморфизация неодушевлённых объектов в языке, в образных системах — словесных, изобразительных и др.
Существенен вариант, в котором природа рассматривается не в качестве результата переработки входных данных органами чувств, а как результат вторичной перекодировки входных данных средствами знаковых систем: модель мира проявляется в различных семиотических формах, ни одна из которых не является полностью независимой для мифопоэтического сознания, поскольку все они связаны между собой и образуют единую универсальную систему, которой они подчинены.
Основаниями, связывающими между собой наглядные образы, выступают аналогии с человеком, с кровно-родственными связями общины. В мифе природа очеловечивается. Мир мыслится как живое, одушевлённое существо, живущее по законам социума. Он рассматривается как социальная организация. Картина мира выступала аналогией картины того племени или народа, у которого сложилась данная мифология.
В мифе нет различия между реальным и сверхъестественным. Поэтому миф достраивает реальные социальные отношения идеальными мифологическими образами, заполняя ими «пропасть» между человеком и природой. Таким способом между природой и человеком поддерживается некоторая гармония.
Поиски ответов на вопрос о том, как произошёл мир, лежат в плоскости проблемы происхождения социума. Ответы сводятся к аналогиям со сменой поколений в пределах социума. В образах богов, героев, труда и ремеслa, других чувственно-образных персонификациях обобщались отдельные стороны жизнедеятельности общины. Космогонические мифы включали повествования о происхождении богов, смены их поколений и борьбы этих поколений между собой: мифологическая космогония выступала как родоплеменная теория.

### Космологизированность и параметры вселенной
Модель мира всегда ориентирована на космологизированность сущего: всё связано с космосом, выводимо из него и проверяется и подтверждается через соотнесение с ним. Модель мира предполагает прежде всего выявление и описание космологизированного modus vivendi (способа существования) и основных параметров вселенной:
- пространственно-временные
  - связь пространства и времени и соответствующие образы — небо, год, мировое древо и др.
  - организация пространства и времени с наиболее сакральными и, следовательно, максимально космологизированными точками — центр мира, начало времени — время творения, воспроизводимое в главном годовом ритуале, соответственно — сакральные точки пространства — святыни, священные места, и времени — священные дни, праздники
  - средства «космологизации» пространства и времени с целью борьбы с тенденциями «снашивания» мира. Ритуал в модели мира ориентирован на освоение хаоса, преобразованию его в космос.
- причинные — установление общих схем, определяющих всё, что существует в космологизированной вселенной, и всё, что в ней возникает, изменяется, — меры, которой всё соответствует и которой всё определяется, мирового закона (рита в Древней Индии, Дике или логос в Древней Греции, Маат в Древнем Египте и др.)
- этические — определение сфер доброго и злого, положительного и отрицательного, дозволенного и запрещённого, должного и недолжного и закрепление этих сфер в практическом поведении и в сводах нравственных установлений, создание этических «эталонов»
- количественные
  - числовые характеристики вселенной и отдельных её частей
  - определение сакральных чисел, которые космологизируют важнейшие части вселенной и ключевые моменты жизни (три, семь, десять, двенадцать, тридцать три и др.), неблагоприятных чисел, рассматриваемых как образы хаоса, безблагодатности, зла (тринадцать и др.)
  - постулирование абстрактного образа благоприятных и неблагоприятных чисел (чёт и нечет и др.)
- семантические, определяющие качественную структуру мира — серии противопоставлений, описывающих мир и организующих его
- связанные с мифологическими персонажами.

### Бинарные признаки
Для модели мира характерна логика бриколажа («использование обходного пути для достижения цели»). Миф предполагал некоторый динамизм, проявлявшийся в постоянном взаимодействии образов, их соотнесении. Важнейшей стороной взаимодействия образов выступало выявление их противоречивых сторон. Внешние отношения природной среды воспроизводятся в виде бинарно-ритмических оппозиций, системы бинарных (двоичных) различительных признаков. Набор этих признаков является наиболее универсальным средством описания семантики в модели мира. Обычно он включает в себя 10—20 пар противопоставленных друг другу признаков, обладающих соответственно положительным и отрицательным значением:
- пространственные противопоставления (верх-низ, небо-земля, земля-подземный мир, правый-левый, восток-запад, север-юг),
- временные (день-ночь, весна (лето)-зима (осень),
- цветовые (белый-чёрный или красный-чёрный),
- находящиеся на стыке природно-естественного и культурно-социального начала (мокрый-сухой, сырой-варёный, вода-огонь),
- социальные — мужской-женский, старший-младший (в разных значениях — возрастном, генеалогическом: предки-потомки, или общественном), свой-чужой, близкий-далёкий, внутренний-внешний,
- общее противопоставление, определяющее модус всего набора противопоставлений: сакральный — мирской (профанный).

Все левые и все правые члены противопоставлений образуют некие единства, соотношение между которыми являются более общими оппозициями, не локализованными в пространственном, временном, природном или социальном смыслах: счастье-несчастье (доля-недоля), жизнь-смерть и чёт-нечет — наиболее абстрактное их числовое обозначение. На основе этих наборов признаков возникают универсальные знаковые комплексы, которые используются первобытным сознанием в качестве способа уяснения мира.
Во многих архаичных обществах двоичная символическая классификация обусловлена дуальной организацией социума, при которой имеется два вождя, две экзогамные половины племени, два родоначальника племени, двусторонняя система символических, ритуальных, брачных, экономических и др. отношений. В архаической культуре двоичные противопоставления могут развиваться не только в чистом виде, но и в рамках кодовых систем и разных иерархических уровней. Единое содержание сознание может передавать средствами растительного, животного, минерального, астрономического, кулинарного, абстрактного и др. кодов или реализовываться в разных сферах деятельности — религиозно-юридической, военной, хозяйственной и др.

### Символы
Универсальные знаковые комплексы передаются различными символами. Одним из наиболее распространённых из них является мировое древо, которое обладает как качественными характеристиками, через системы семантических противопоставлений, так и количественными. Поскольку в рамках мифопоэтического сознания даже числа несводимы к чисто количественным понятиям, число используется не только для определения внешних размеров мира или его образа (мирового древа), количественного соотношения частей, но и для определения их качественных признаков. Число определяет высшую суть мира и прогнозирует будущую его интерпретацию. Таким образом, число также используется как средство «бриколажа».
В архаичном сознании мифопоэтические схемы модели мира, формальная сетка отношений нередко предшествуют содержательной интерпретации её элементов и предопределяют эту интерпретацию. В то же время, одинаковый материальный способ используется для передачи параллельной информации различного содержания. Например, различные типы схемы мирового древа служат для описания параметров вселенского пространства и правил ориентации в нём, временных, числовых, этиологических, этических, генеалогических и иных структур. Таким образом, многие языковые традиции одинаково кодируют соответствующие элементы разных структур, или эксплицитно формируют подобные уравнения, такие как год, пространство и мировое древо; бог, небо и день; человек, земля, смерть и др.

### Мифопоэтические классификации
Мифопоэтическое сознание создаёт собственные классификации явлений. Цель таких классификаций в выработке формального аппарата, дающего схемы группировок конкретных вещей, выявляющего их сходства и различия, определяющего вещную структуру вселенной, что закладывает предпосылки для нынешних и будущих содержательных интерпретаций. Классификации служат для упорядочивания мира и представлений о нём, таким образом, отвоёвывают новые части хаоса и космологизируют его.
Предметы классифицируются не путём логических операций, а через наглядные представления об их участии в практической ситуации. Имеет место недоверие к исходной посылке силлогизма, если она не воспроизводит наглядный личный опыт. Посылка силлогизма не имеет всеобщего характера и понимается как частное положение. Силлогизм легко распадается на три независимых, изолированных частных положения, не связанных в единую логическую систему (в логике это две посылки и одно заключение из них). Личные качества человека часто относятся к конкретным материальному положению или бытовым ситуациям.
Внутри космически организованного пространства всё связано друг с другом (сам акт мысли о такой связи в первобытном сознании уже является объективизацией этой связи). Эта особенность объясняет такие трансформации, как метемпсихоз и метаморфозы типа животное-человек и др., сакрализацию реальных и вымышленных объектов (священных предметов типа австралийской чуринги, особых сил — мана, вакан и др.), сверхчеловеческих божественных и демонических персонажей, временных отрезков — алтьира, «время сновидений», время праздника и др.), многочисленные серии отождествлений (вплоть до слияния субъекта с объектом в спекулятивном мышлении и в экстатическом состоянии).
Многочисленные классификации мифопоэтической эпохи демонстрируют связь между собой. Если эта связь указывать на аспект тождественности элементов, и возиникают концептуальные матрицы, используемые для описания мира, например, в Древнем Китае, в упанишадах, у индейцев суньи и др. Другой тип связи внутри классификаций предполагает иерархичность. Классификаторы определённого типа приобретают исключительное значение и выступают как представители целых совокупностей явлений. Примеры: животные в тотемизме; первоэлементы (земля, вода, огонь, воздух, иногда эфир, металл, дерево, камень). Первоэлементы репрезентируют целые классы явлений. Они связаны между собой, но это также иерархическая связь. Иерархическая связь в древнекитайской мифологии выглядит следующим образом. Космогонический порядок: дерево — огонь — вода — металл — земля; «современный порядок»: металл — вода — огонь — земля; порядок взаимного порождения: огонь — земля — металл — дерево — вода — огонь; порядок взаимного преобладания или разрушения: земля — дерево — огонь — металл — вода — земля. Аналогии таким порядкам имеются и в ряде других архаичных традиций. Некоторые из них определяют набор операторов над первоэлементами-классификаторами, что обуславливает возникновение более мощной системы моделирования миров. Подобные операции сохранялись ещё в раннегреческой натурфилософии, например, порождение четырёх элементов в результате циклического применения противопоставления жизнь-смерть (Гераклит). Имелась отдельная категория мифологических и раннефилософских текстов, которые восходили к мифопоэтической традиции и где присутствовала тетрада операторов: рождение (возникновение) — рост (увеличение) — деградация (уменьшение) — смерть (исчезновение). Эта серия операторов служила для описания космического цикла, религиозно-философских концепций, и, позднее, процесса познания. Такие тексты строятся по ряду основных принципов:
- перечисление элементов в разных последовательностях с нумерацией или без неё,
- указание на местонахождение одного элемента относительно другого,
- указание начала (порождения) и конца (уничтожения) одного элемента относительно другого,
- указание на «ценность» одного элемента относительно другого и др.

Эти правила, которые описывают формальную и содержательную структуру мифопоэтических текстов, в последующие эпохи стали источником как элементарных логических схем, так и тропов и фигур, составивших основу позднейшей поэтической образности. Подобным же образом ритуал, которые связан с мифом творения, в последующие времена породил эпос, драму, лирику, хореографию, музыкальное искусство и другие формы искусства, на материале которых может реконструироваться архаичная модель мира.

### Система ценностей
Вещам окружающего мира (обрядам, предметам быта, одежде, жилью, орудиям труда, украшениям и др.) система мифов придаёт определённую символическую значимость, ценность. Вещи наделяются своей иерархией — на них накладываются социальные характеристики. Все значимые для человека вещи выступают реализацией некоторого мифического замысла.
Миф выступает и как совокупность чувственных образов, и как неразрывно связанная с такими образами система ценностей. Мифологическая система ценностей определяет знаково-символический статус вещей, поступков людей. Миф отражает систему протоморальных регулятивов, норм и ценностей.

## Модель вселенной
В мифопоэтическом сознании пространство и время не гомогенны. Высшей ценностью (максимум сакральности) обладает та точка в пространстве и времени, где совершился акт творения — центр мира (середина мира), и «в начале» — само время творения (мифическое время). Космогонические представления связаны с этими координатами, которые задают схему развёртывания всего, что есть в пространстве и времени, организуют весь пространственно-временной континуум. Ритуал (особенно календарный и прежде всего основной — годовой, отмечающий переход от старого года к новому) также соотнесён с ними. Ритуальный годовой праздник в своей структуре воспроизводит порубежную кризисную ситуацию, когда из хаоса возникает космос.

### Образы
В наиболее древних мифах мир, земля, вселенная часто могли изображаться в облике животного. Так, было распространено зооморфное видение мира: земля мыслилась как огромный космический зверь. Имелись представления, что земля, вселенная произошли из тела животного. В качестве такого животного могли выступать мамонт, бык, лошадь, черепаха, огонь, кит, птицы и др. Зверь мог рассматриваться как демиург (творец) мира. Каждое из этих животных было тотемом, олицетворявшим конкретный род. В древнеиндийских сочинениях сохранилось представление вселенной в виде жертвенного коня. Северные народы часто изображали вселенную в образе громадного лося.
Широко распространённым в древних мифах был также образ вселенной как мирового древа. В нём выявлялись три составные части, каждой из которых соответствовал свой самостоятельный мир. По этому чудесному дереву можно проникнуть в иные миры вселенной.
Позднее получает развитие образ вселенной как человека. Появляются мифы о гигантском космическом первочеловеке, из частей тела которого был создан видимый мир. Так, в индуистской мифологии имеется рассказ о Пуруше, первочеловеке, из частей которого появился мир, люди, касты людей и др.. В скандинавской мифологии боги убили великана Имира и создали из его тела мир.

### Время
Время в мифологии разделено на сакральное, «начальное» (мифическое) и «профанное», эмпирическое. Мифическое время представляется первоисточником архетипических первообразов, образцов. Это период, когда тотемные, племенные первопредки, демиурги, культурные герои создавали нынешнее состояние мира: рельеф, небесные светила, животных и растения, людей, образцы (парадигмы) и санкции хозяйственного, религиозно-ритуального социального поведения и др.. Представление о мифическом времени характерно прежде всего для архаической мифологии. В мифологическом сознании эти силы активизируются ритуалами, инсценирующими события мифической эпохи и часто включающими рецитацию мифов творения (особенно во время календарных праздников, инициации и т. п.), и продолжают поддерживать установленный порядок в природе и обществе. События эпохи первотворения циклически воспроизводятся в ритуалах, в сакрализованное время праздника, особенно календарного.
Архаическая модель времени имеет линейный характер. Постепенно такая модель дополняется другой, перерастает в другую — циклическую модель времени. Этой трансформации способствует ритуальное повторение событий мифического времени, а также календарные обряды и развитие представлений об умирающих и воскресающих богах и героях, о вечном обновлении природы, полезных злаков и др. Примитивные календарные обряды известны северным австралийцам, папуасам и др., но полное развитие они получают в земледельческих цивилизациях Средиземноморья, Месамерики и других регионов.
В развитых мифологиях, в которых вселенная представляется как арена не прекращающейся борьбы космоса и хаоса, наряду с образом начального мифического времени возникает эсхатологический образ конечных времён гибели мира: Рагнарёк, эсхатология манихейства и др. После гибели мира во многих мифологиях может следовать его циклическое обновление. В ряде мифологий мир погибнет окончательно.

### Пространство
Мифологическое пространство представляет собой пространство социальной жизни, часть мира, в которой появился и функционирует данный социум, в ряде случаев со своим определённым тотемом, родоначальником, в качестве которого может выступать некий объект — животное, растение или неорганический предмет. В этом пространстве можно перейти из прошлого в настоящее и наоборот. Силы, породившие данный социум, не исчезли, они продолжают существовать. Человек верит, что может перейти из пространства окружающих его профанных вещей в пространство тех тотемных сил, которые сотворили в прошлом самого человека и его социум, в частности — от смерти к жизни и от жизни к смерти.

### Структура

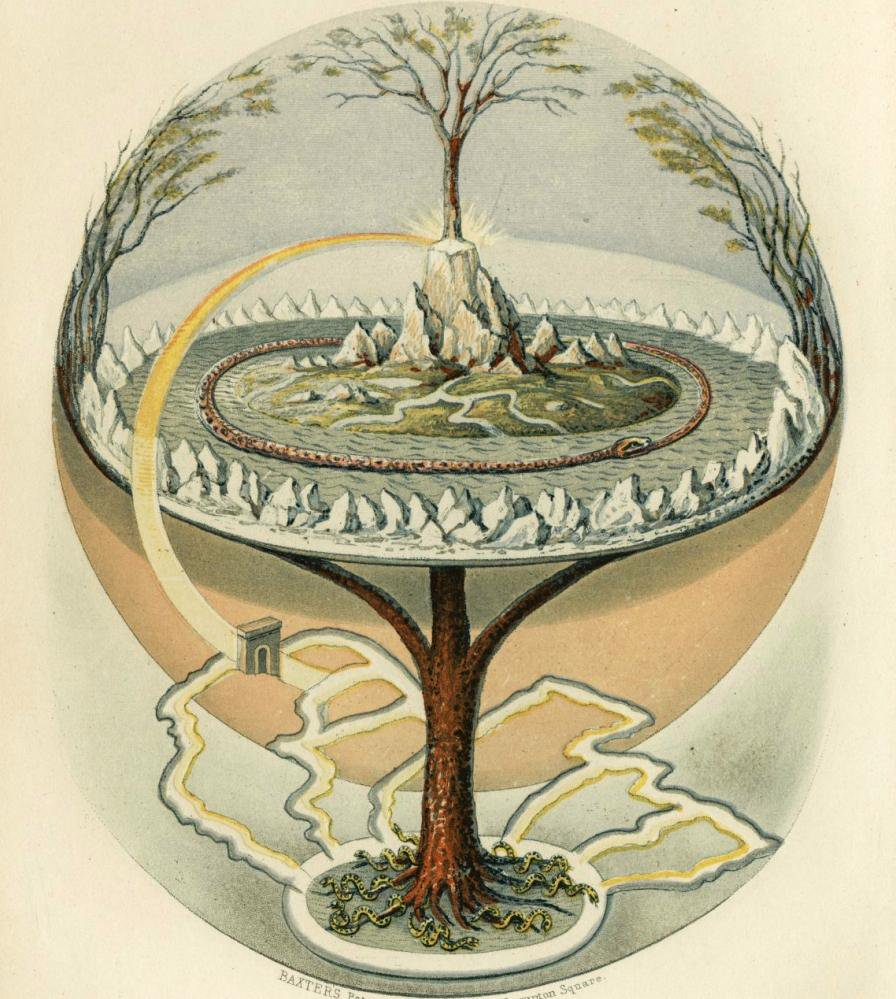
Структура вселенной в скандинавской мифологии

Центральной частью мифологической вселенной представляется сакральная середина мира. Самой распространённой её репрезентацией является мировое древо. Также середина мира может представляться в виде очага и огня вообще, колодца, алтаря, жертвенного столба, царского трона, солнца или иного астрономического тела, почитаемого в качестве божества, а также сакрализованных предметов, связываемых с идеей центра, например, омфал Дельфийского храма — пуп земли.
Середина мира выполняет гармонизирующую роль. Мифологические предметы, ассоциирующиеся с ней (древо, очаг, алтарь, трон и др.), и соответствующие мифологические персонажи (Гестия, Аполлон Дельфийский, Один, принёсший себя в жертву на мировом древе, и др.) или жрецы (пифия в Дельфах, камлающий у дерева шаман) выполняют социальную, культовую, информативную и др. регуляцию коллектива. По древнекитайским представлениям, над всеми племенами и народами господствует император «Срединной империи», отчасти поэтому так и называемой. В то же время, центр — эмбрион вселенной, зародыш мира. Середина как порождающий элемент предстаёт как носитель порядка и чистоты. Отсюда представления о срединном местоположении первоначального рая, о постепенной порче вселенной по мере её удаления от центра, отождествление периферии с хаосом, а также идеализация «срединных» категорий, распространённая в архаической, а зачастую и в современной моральной философии. Яркий пример такой идеализации — античная концепция «золотой середины», а также некоторые этические теории Древнего Китая о «срединном пути».
Для древней космографии характерно помещение обитаемого пространства в середине вселенной — средняя земля, эддический Мидгард и др. Вокруг находится область неупорядоченного — на краю земли живут великаны или иные хтонические существа. Вариантом такого деления пространства может считаться распространённое представление о воде, окружающей обитаемую сушу, поскольку вода в большинстве мифологий обычно связана с первоначальным хаосом, некой предвечной субстанцией. Мифологический мировой океан (первозданные воды) был «вначале», до творения, которое ограничило океан во времени и в пространстве. Космосу (или земле) предстоит погибнуть в результате катаклизма от океана, его вод, и воды океана снова станут единственной стихией в мире. Океан может выступать в различных олицетворённых формах (в облике божественных персонажей и связанных с хаосом чудовищ), а также как абстрактный умозрительный принцип. Во многих древнейших космогонических мифах океан и хаос равнозначны и неотделимы друг от друга. Согласно этой концепции, океан остаётся вне космоса и после возникновения последнего. При этом способность океана к порождению реализуется в появлении из него земли и в нахождении в глубине океана мифологического существа, способствующего порождению или, напротив, ревностно защищающего «старый порядок» и препятствующего началу цепи рождений из океана. Таким образом, космогонической концепции первичности океана соответствует космологическая модель суши, окружённой мировым океаном. Небо при этом часто мыслится чем-то наподобие верхнего моря. Представление о водяном хаосе лежит и в основе широко распространённого мотива всемирного потопа, имевшего место в начальные времена. Появление земли из воды, обуздание всемирного потопа или подземных вод обычно представляются фактором космического упорядочивания.
Середина мира связана как с обитаемым миром, так и с небесами, обиталищем богов и подземным миром. Так, мировое древо как репрезентация середины мира, объединяет все сферы и уровни мироздания и воплощает универсальную концепцию мира. С его помощью сводятся воедино общие бинарные смысловые противопоставления, служащие для описания основных параметров мира.
По вертикали выделяются нижняя (корни), средняя (ствол) и верхняя (ветви) части мирового древа. С помощью мирового древа различимы: основные пространственные зоны вселенной — верхняя (небесное царство), средняя (земля), нижняя (подземное царство); временная сфера — прошлое — настоящее — будущее (день — ночь, благоприятное — неблагоприятное время года), в частности в генеалогическом преломлении: предки — нынешнее поколение — потомки.
Горизонтальная структура мирового древа образуется самим деревом и объектами по сторонам от него. Обычно по обе стороны от ствола находятся чаще всего симметричные изображения копытных и (или) человеческих фигур (боги, мифологические персонажи, святые, жрецы, люди): ср. ацтекские изображения, где справа от него дерева находится солнечный бог, слева — бог смерти, или сцены жертвоприношения в Древнем Двуречье. Если вертикальная структура мирового древа связана со сферой мифологического, прежде всего космологического, то горизонтальная структура соотнесена с ритуалом. Объект ритуала или его образ (например, в виде жертвенного животного — коровы, оленя, лося и др., а ранее и человека, совмещённого с деревом) находится в центре, участники ритуала — справа и слева. В схеме мирового древа реконструируются две горизонтальные оси — горизонтальная плоскость (квадрат или круг, например, мандала). В случае квадрата каждая из четырёх сторон (или углов) указывает направления (страны света). По сторонам или углам могут находиться частные мировые деревья или мифологические персонажи, персонификации стран света, в частности ветры («Эдду» или «четвёрки» богов, например, у ацтеков; ср. также ацтекские изображения древа, вписанные в квадрат).

## Развитие
Первобытная мифология развивалась в направлении развёртывания, усложнения мифологических сюжетов, обогащения набора исходных образов, более явного выявления логических связей, переходов между ними.
Период, для которого возможно говорить об относительно единой и стабильной модели мира, называется космологическим или мифопоэтическим. Его верхней границей считается эпоху, непосредственно предшествующую возникновению цивилизаций Ближнего Востока, Средиземноморья, Индии и Китая. Основным способом осмысления мира и разрешения противоречий в этот период является миф, мифология, являющаяся особым типом мышления, хронологически и по существу противостоящим историческому и естественно-научному типам мышления (ср. исследования К. Леви-Строса, М. Элиаде, Г. Франкфорта и др.), и ритуал.
В поздних мифологиях усложняются бинарно-ритмические оппозиции. В них появляется всё большее число опосредующих звеньев, переходы между ними становятся более явными и осмысленными. Одной из относительно поздних и сложных оппозиций является противопоставление хаоса и космоса, то есть беспорядочного, случайного, неоформленного — закономерному, организованному, стройному, целостному. Постепенное разрешение этой оппозиции приводит к формированию представлений о закономерно организованной природе. Эти представления стали важной предпосылкой становления естественно-научного познания.
Исходными и основными для текстов космологического периода являются схемы трёх типов:
- собственно космологические схемы, занимающие центральное место,
- схемы, описывающие систему родства и брачных отношений,
- схемы мифо-исторической традиции. Состоят, как правило, из мифов и того, что условно можно назвать «историческими» преданиями.

В силу операционности определения объектов в мифопоэтическом мышлении («как это сделано? как это произошло? почему?») картина мира связывается с космологическими схемами и «историческими» преданиями, которые рассматриваются как прецедент, служащий образцом для воспроизведения, поскольку он имел место в «первоначальные» времена. «Исторические» предания, генеалогические схемы и схемы родства и брачных отношений образуют «временной диапазон» данного социума, выраженный в терминах поколений, — от предков в прошлом до потомков в будущем. Поэтому миф и мифологизированное «историческое» предание совмещают в себе два аспекта — диахронический (рассказ о прошлом) и синхронический (средство объяснения настоящего, а иногда и будущего).
В Средневековье космологическая концепция, формально не носящая догматического характера, понималась в качестве вероучительной проблемы. Религиозное сознание испытывало потребность в организованной космологической схеме.